# Sous la robe rouge (film, 1937)
Pour les articles homonymes, voir Sous la robe rouge.
Pour plus de détails, voir Fiche technique et Distribution.
Sous la robe rouge (Under the Red Robe) est un film historique anglo-américain de Victor Sjöström sorti en 1937.
Une adaptation du roman de Stanley J. Weyman avait déjà été réalisée en 1923 sous le même titre par Alan Crosland.

## Synopsis
En France en 1622, Le cardinal Richelieu  (Raymond Massey) propose à une des plus fines lames du pays, Gil de Berault (Conrad Veidt)  dit "La Mort Noire", condamné à mort pour s'être battu en duel, un marché :
il aura la vie sauve s'il retrouve et tue un de ses ennemis les plus puissants qui dirige une sournoise conspiration contre lui, dans le sud de la France.

## Fiche technique
- Titre : Sous la robe rouge
- Titre original : Under the Red Robe
- Réalisation : Victor Sjöström
- Scénario : Lajos Biró, Philip Lindsay, J.L. Hodson et Arthur Wimperis d'après un roman de Stanley J. Weyman et une pièce de Edward E. Rose
- Dialogues : H. M. Harwood
- Production : Robert Kane
- Société de production : New World Pictures Ltd.
- Distribution : 20th Century Fox
- Musique : Arthur Benjamin
- Photographie : James Wong Howe et Georges Périnal
- Montage : James B. Clark
- Direction artistique : Frank Wells
- Costumes : René Hubert
- Pays :  Royaume-Uni/ États-Unis
- Genre : Historique, Film d'aventure
- Format : Noir et blanc - Son : Mono
- Durée : 80 minutes
- Dates de sortie :
  - Royaume-Uni : mai 1937 Londres
  - États-Unis : 31 mai 1937 New York

## Distribution
- Conrad Veidt : Gil de Berault
- Annabella : Lady Marguerite of Fiox
- Raymond Massey : Cardinal Richelieu
- Romney Brent : Marius
- Sophie Stewart : Elise, Duchesse de Fox
- Wyndham Goldie : Edmond, Duc de Fox
- Lawrence Grant : Père Joseph
- Balliol Holloway : Clon
- Shale Gardner : Louis
- Frank Damer : Pierre
- James Regan : Jean
- Edie Martin : Maria
- Haddon Mason : Comte Rossignac
- J. Fisher White : Baron Breteuil
- Graham Soutten : Leval
- Anthony Eustrel : Lieutenant Brissac
- Desmond Roberts : Capitaine Rivarolle
- Ralph Truman : Capitaine
- Eric Hales : Lieutenant